# ボーンシリーズ
『ボーン』シリーズは、作家のロバート・ラドラムが創造した、心因性健忘に苦しむ架空の元CIA暗殺者、ジェイソン・ボーンを主役としたスパイ映画である。脚本はそれぞれ、ラドラムの3冊の小説を原作としており、ジェイソン・ボーンを演じるのはマット・デイモンである。
第1作『ボーン・アイデンティティー』（2002年）はダグ・リーマン、第2作『ボーン・スプレマシー』（2004年）と第3作『ボーン・アルティメイタム』（2007年）はポール・グリーングラスが監督し、第4作『ボーン・レガシー』 （2012年）はトニー・ギルロイが監督し、4作品すべての脚本にギルロイが参加している。第5作目となる『ジェイソン・ボーン』の監督はポール・グリーングラス、ラドラムはキャラクター原案としてクレジットされた。
本シリーズはCGIを用いたものが多い近年のアクション映画とは対照的にリアリズムを重視していることで有名である。

## 製作
ダグ・リーマン監督は高校生のときに読んで以来、ロバート・ラドラムの『暗殺者』のファンであったと述べており、リーマンが『スウィンガーズ』を作り終えた頃に、小説の映画化を企画しようと決めた。ワーナー・ブラザースからの本への権利を手に入れて2年以上の後、脚本家のトニー・ギルロイと更に1年に渡って脚本を開発し、映画は2年間の製作活動に直面した。リーマンは最終的にマット・デイモンをボーン役にキャスティングする以前、ラッセル・クロウ、シルヴェスター・スタローンを含む広範囲にわたる俳優と接触した。撮影の合間にも脚本の書き直しが何度も行われ、リーマンは絶えずユニバーサルの幹部と言い争い、製作は難航した。
2003年6月、ユニバーサルはイギリスのポール・グリーングラスが続編の『ボーン・スプレマシー』を監督すると発表した。グリーングラスは3作目『ボーン・アルティメイタム』も監督した。

## 作品

### 映画

#### ボーン・アイデンティティー
地中海上に浮かぶ男性が漁船によって救助される。男は背中に2つの銃創を負い、さらに記憶を失っており、唯一の手掛かりは皮膚の下に埋め込んであったマイクロカプセルが示すスイス銀行の口座番号であった。さっそく男は銀行へ向かい、番号が示す貸金庫を開けるとそこで自分の顔写真が貼られたパリ在住の「ジェイソン・ボーン」名義を始めとした、それぞれ名前の違う６冊の偽造パスポート、大量の札束、そして一丁の拳銃を見つけた。ボーンの正体は、亡国の政治家のウァムボージー暗殺任務に失敗したCIAの暗殺者・通称「トレッドストーン」の一人であり、その生存に気付いた当局は、証拠隠滅の為にボーンを葬ろうと暗殺者達を送り込む。が、それより早く、スイス到着後に警官を叩きのめした事で警察に追われていたボーンは、アメリカ領事館へ追ってきた警察官の訴えから、領事館で捕らえられそうになる。その場で、領事館の職員を倒した事から、駐在の海兵隊に追われて、何とか領事館からの脱出に成功する。そこへ偶然居合わせたマリー・クルーツに金を支払いパリまでの同行を頼み、追跡を振り切る。その道中でやがて2人は惹かれ合い、ともにボーンの記憶を取り戻そうとするが、今度はCIAから送りこまれたトレッドストーン達に追われる事となる。

#### ボーン・スプレマシー
あの逃亡劇から2年後。ボーンはインドのゴアでマリーと静かに暮らしていたが、街を一人で歩いている時に、不審な男を見かけ、自分への刺客だと直感する。危険を感じたボーンは、マリーと合流するが、その直後に男の襲撃を受け、マリーを殺されてしまう。CIAの仕業と考えたボーンは復讐と真実の追求の為にベルリンへ。その過程で、様々な情報を得た事で、断片的に記憶を取り戻したボーンは過去の真実を告げるために、一人の少女を捜し求めてロシアへ赴く。

#### ボーン・アルティメイタム
マリーを殺した男への復讐を果たしてから半年後、ロシアでの傷を癒したボーンはトレッドストーン計画の首謀者を捜し出し、決着をつけようと動き出す。その手始めとして新聞にトレッドストーン計画と、ジェイソン・ボーンについての記事を書いたイギリスの新聞記者、サイモン・ロスとの接触を試みたところすでにトレッドストーン計画は終了しており、新たにブラックブライアー作戦が進行していて、そうなったのはボーン自身がきっかけとなった事を聞かされる。ブラックブライアー作戦は最高機密であり、その存在を知っているサイモン・ロスをCIAのニューヨーク支局が危険人物と判断し、逮捕の指示を出していて、ボーンと接触したところへCIAの局員がサイモン・ロスを逮捕しようと現れる。それを悟ったボーンは彼を守りながら逃走しようとするが、パニックを起こしてしまったロスがボーンの指示に従わなかった為、ついにブラックブライアーによって生み出された暗殺者に殺害されてしまった。手がかりを失ったボーンはロスの遺留品から糸をたぐり始めて行くが、その先で思わぬ協力者を得る。

#### ボーン・レガシー
ユニバーサル・ピクチャーズは元々、『ボーン・アルティメイタム』をシリーズ最終作とするつもりであったが、2008年10月までに別の映画の企画を進行させていた。『ボーン・アルティメイタム』の共同脚本のジョージ・ノルフィは、ロバート・ラドラムの小説のどれも原作にせず、4作目の脚本を書くことになっていた。ノルフィは2009年9月に『アジャストメント』を監督するため、ジョシュア・ゼトゥマーが8月までに脚本家として雇われた。2009年11月、マット・デイモンは、脚本は承認されておらず、自分は撮影が2011年中頃に開始されることを望むと述べた。翌月、デイモンはポール・グリーングラス抜きでは新たな『ボーン』には参加しないと発言した（グリーングラスは11月下旬、監督に復帰しないと決めたと表明していた）。2010年1月、デイモンは「私たちがそれをやるとしてもあと5年後になると思われ、その前に別の俳優と別の監督による前日譚があるだろう」と発言した。
しかしながら、2010年6月にトニー・ギルロイが2012年に公開を目指して脚本を書いていると報じられた。10月29日、ユニバーサルは『ザ・ボーン・レガシー』の公開日を2012年8月3日と発表した。
2010年10月11日、ボーンが『ザ・ボーン・レガシー』に登場しないと報じられた。ギルロイによると、『レガシー』はリブートや前日譚の類ではなく、シリーズと同一世界でボーンのような新キャラクターが活躍するスピンオフのような作品になると言う。また、ギルロイはデイモンやグリーングラスが今後復帰するのを除外していないと述べた。
2011年2月24日、『レガシー』の候補俳優が明らかとなった。リストには、ジェイク・ジレンホール、トビー・マグワイア、ジョシュ・ハートネット、ギャレット・ヘドランド、ミヒャエル・ファスベンダー、アレックス・ペティファー、ポール・ダノ、テイラー・キッチュ、ケラン・ラッツ、ベンジャミン・ウォーカー、オスカー・アイザック、ルーク・エヴァンズ、マイケル・ピット、クリス・エヴァンス、ドミニク・クーパー、ジョエル・エドガートンが含まれていた。3月24日、スタジオはエドガートン、クーパー、ヘドランド、L・エヴァンズのスクリーンテストをしていた。2011年4月2日、『ラティーノ・レビュー』は、ジェレミー・レナーが主演になる可能性があると報じた。
結果的に小説『ボーン・レガシー』をベースとした内容ではなく、ジェイソン・ボーンも登場しない。新しいカノンに基づいたリブートの類ではなく、これまでのシリーズのスピンオフのような形となり、ボーンを作ったトレッドストーン作戦と類似の作戦によって生み出された新キャラクター、アーロン・クロスの物語として描かれた。

## キャスト
| キャラクター名                          | 作品名                           | 作品名                 | 作品名                                          | 作品名                          |
| キャラクター名                          | ボーン・アイデンティティー       | ボーン・スプレマシー   | ボーン・アルティメイタム                        | ボーン・レガシー                |
| --------------------------------------- | -------------------------------- | ---------------------- | ----------------------------------------------- | ------------------------------- |
| ジェイソン・ボーン/デヴィッド・ウェッブ | マット・デイモン                 | マット・デイモン       | マット・デイモン                                | マット・デイモン （写真カメオ） |
| ニッキー・パーソンズ                    | ジュリア・スタイルズ             | ジュリア・スタイルズ   | ジュリア・スタイルズ                            |                                 |
| マリー・クルーツ                        | フランカ・ポテンテ               | フランカ・ポテンテ     | （フラッシュバック）                            |                                 |
| アレキサンダー・コンクリン              | クリス・クーパー                 | （フラッシュバック）   | （フラッシュバック）                            |                                 |
| ウォード・アボット                      | ブライアン・コックス             | ブライアン・コックス   | （フラッシュバック）                            |                                 |
| ダニー・ゾーン                          | ガブリエル・マン                 | ガブリエル・マン       |                                                 |                                 |
| プロフェッサー                          | クライヴ・オーウェン             | （フラッシュバック）   |                                                 |                                 |
| ニクワナ・ワンボージィ                  | アドウェール・アキノエ＝アグバエ |                        | アドウェール・アキノエ＝アグバエ （写真カメオ） |                                 |
| パメラ・ランディ                        |                                  | ジョアン・アレン       | ジョアン・アレン                                | ジョアン・アレン                |
| トム・クローニン                        |                                  | トム・ギャロップ       | トム・ギャロップ                                |                                 |
| キリル                                  |                                  | カール・アーバン       |                                                 |                                 |
| ジャーダ                                |                                  | マートン・チョーカシュ |                                                 |                                 |
| ノア・ヴォーゼン                        |                                  |                        | デヴィッド・ストラザーン                        | デヴィッド・ストラザーン        |
| マーティン・クルーツ                    |                                  |                        | ダニエル・ブリュール                            |                                 |
| エズラ・クレイマー                      |                                  |                        | スコット・グレン                                | スコット・グレン                |
| サイモン・ロス                          |                                  |                        | パディ・コンシダイン                            |                                 |
| デッシュ                                |                                  |                        | ジョーイ・アンサー                              |                                 |
| バズ                                    |                                  |                        | エドガー・ラミレス                              |                                 |
| アルバート・ハーシュ博士                |                                  |                        | アルバート・フィニー                            | アルバート・フィニー            |
| レイ・ウィルズ                          |                                  |                        | コーリイ・ジョンソン                            | コーリイ・ジョンソン            |
| アーロン・クロス/ケネス・キットソン     |                                  |                        |                                                 | ジェレミー・レナー              |
| マルタ・シェアリング                    |                                  |                        |                                                 | レイチェル・ワイズ              |
| エリック・バイヤー                      |                                  |                        |                                                 | エドワード・ノートン            |
| トルソ                                  |                                  |                        |                                                 | ステイシー・キーチ              |
| ナンバー3                               |                                  |                        |                                                 | オスカー・アイザック            |

## 評価
『ボーン』シリーズは批評面と商業面の両方で成功した。第3作目『アルティメイタム』はアカデミー賞編集賞、音響賞、音響編集賞を受賞した。また、『スプレマシー』と『アルティメイタム』はエンパイア賞の作品賞を受賞した。

### 興行収入
| 作品名                     | 公開日        | 興行収入     | 興行収入     | 興行収入       | 興行収入順位 | 興行収入順位 | 製作費       | 興収と製作費の差 | 参照          |
| 作品名                     | 公開日        | 北米         | 北米外       | 全世界         | 北米歴代     | 全世界歴代   | 製作費       | 興収と製作費の差 | 参照          |
| -------------------------- | ------------- | ------------ | ------------ | -------------- | ------------ | ------------ | ------------ | ---------------- | ------------- |
| ボーン・アイデンティティー | 2002年6月14日 | $121,661,683 | $92,372,541  | $214,034,224   | #296         | #352         | $60,000,000  | $154,034,224     | [ 24 ]        |
| ボーン・スプレマシー       | 2004年7月23日 | $176,241,941 | $112,500,000 | $288,741,941   | #134         | #231         | $75,000,000  | $213,741,941     | [ 25 ] [ 26 ] |
| ボーン・アルティメイタム   | 2007年8月3日  | $227,471,070 | $215,353,068 | $442,824,138   | #69          | #95          | $110,000,000 | $332,824,138     | [ 27 ]        |
| ボーン・レガシー           | 2012年8月10日 | $113,203,870 | $162,940,880 | $276,144,750   | #468         | #362         | $125,000,000 | $151,144,750     | [ 28 ]        |
| 合計                       | 合計          | $638,578,564 | $583,166,489 | $1,221,745,053 |              |              | $370,000,000 |                  |               |

### 批評家の反応
| 作品名                     | Rotten Tomatoes   | Rotten Tomatoes   | Metacritic       |
| 作品名                     | Overall           | Cream of the Crop | Metacritic       |
| -------------------------- | ----------------- | ----------------- | ---------------- |
| ボーン・アイデンティティー | 83% (178 reviews) | 83% (36 reviews)  | 68% (38 reviews) |
| ボーン・スプレマシー       | 81% (179 reviews) | 74% (38 reviews)  | 73% (39 reviews) |
| ボーン・アルティメイタム   | 93% (223 reviews) | 97% (38 reviews)  | 85% (38 reviews) |
| ボーン・レガシー           | 55% (183 reviews) | 50% (16 reviews)  | 61% (42 reviews) |
| Average Ratings            | 78%               | 77%               | 75               |